# Bahnstrecke Welkenraedt–Montzen
| Abzweig der L 39 in Welkenraedt |                             |                                                         |                                                         |  |
| Aachen–Bleiberg–Welkenrath |                             |                                                         |                                                         |  |
| Streckennummer (DB): | 2552                        |                                                         |                                                         |  |
| Streckennummer: | L 39 (Belgien)              |                                                         |                                                         |  |
| Streckenlänge: | 7,7 km                      |                                                         |                                                         |  |
| Spurweite: | 1435 mm (Normalspur)        |                                                         |                                                         |  |
| Stromsystem: | Welkenraedt–Montzen: 3 kV = |                                                         |                                                         |  |
| Streckengeschwindigkeit: | 60 km/h                     |                                                         |                                                         |  |
| |                             |                                                         |                                                         |  |
| \| \| \| von Aachen (L 37) \| \| \| \| \| 0,0 \| Welkenraedt \| Welkenraedt \| \| \| \| 0,6 \| nach Lüttich (L 37) \| nach Lüttich (L 37) \| \| \| \| 3,0 \| Henri-Chapelle \| Henri-Chapelle \| \| \| \| \| Birken \| \| \| \| \| 5,2 / 0,0 \| Y Muhlbach (L 39/1) \| Y Muhlbach (L 39/1) \| \| \| \| 1,2 \| Montzen \| Montzen \| \| \| \| 8,3 \| Moresnet \| Moresnet \| \| \| \| \| nach Neutral-Moresnet (L 39B) \| \| \| \| \| \| von Aachen West (L 24) \| \| \| \| \| 2,5 \| Montzen-Gare (Rbf) \| Montzen-Gare (Rbf) \| \| \| \| \| nach Tongern (L 24) \| \| \| \| \| \| Grubenbahn \| \| \| \| \| 11,0 \| Bleyberg \| Bleyberg \| \| \| \| \| nach Chênée (L 38) \| \| \| \| \| \| \| \| \| \| \| \| Grubenbahn:Compagnie des Mines et Fonderies du Bleyberg \| \| \| \| \| \| \| \| \| \| \| 17,1 \| Gemmenich \| Gemmenich \| \| \| \| \| nach Tongern ab 1917 (L 24) \| \| \| \| \| 18,0 \| Botzelaer Block 17 \| Botzelaer Block 17 \| \| \| \| 18,5 \| Gemmenicher Tunnel (870 m) \| Gemmenicher Tunnel (870 m) \| \| \| \| 18,75,1 \| Staatsgrenze Belgien/Deutschland \| Staatsgrenze Belgien/Deutschland \| \| \| \| 4,5 \| \| \| \| \| \| \| Rampe (17 ‰) \| \| \| \| \| \| von Aachen \| \| \| \| \| \| \| \| \| \| Quellen: [1] \| \| \| \| \| |                             |                                                         |                                                         |  |
| |                             | von Aachen (L 37)                                       |                                                         |  |
| Bahnhof | 0,0                         | Welkenraedt                                             | Welkenraedt                                             |  |
| Abzweig geradeaus und nach links | 0,6                         | nach Lüttich (L 37)                                     | nach Lüttich (L 37)                                     |  |
| ehemaliger Bahnhof | 3,0                         | Henri-Chapelle                                          | Henri-Chapelle                                          |  |
| ehemaliger Haltepunkt / Haltestelle |                             | Birken                                                  | Birken                                                  |  |
| Verschwenkung von links (Strecke außer Betrieb) · Verschwenkung von rechts | 5,2 / 0,0                   | Y Muhlbach (L 39/1)                                     | Y Muhlbach (L 39/1)                                     |  |
| Strecke (außer Betrieb) · ehemaliger Haltepunkt / Haltestelle | 1,2                         | Montzen                                                 | Montzen                                                 |  |
| Bahnhof (Strecke außer Betrieb) · Strecke | 8,3                         | Moresnet                                                | Moresnet                                                |  |
| Abzweig geradeaus und nach rechts (Strecke außer Betrieb) · Strecke |                             | nach Neutral-Moresnet (L 39B)                           | nach Neutral-Moresnet (L 39B)                           |  |
| Strecke (außer Betrieb) · Abzweig geradeaus und von rechts |                             | von Aachen West (L 24)                                  | von Aachen West (L 24)                                  |  |
| Strecke (außer Betrieb) · Dienststation / Betriebs- oder Güterbahnhof | 2,5                         | Montzen-Gare (Rbf)                                      | Montzen-Gare (Rbf)                                      |  |
| Strecke (außer Betrieb) |                             | nach Tongern (L 24)                                     | nach Tongern (L 24)                                     |  |
| Abzweig geradeaus und nach rechts (Strecke außer Betrieb) |                             | Grubenbahn                                              | Grubenbahn                                              |  |
| Bahnhof (Strecke außer Betrieb) | 11,0                        | Bleyberg                                                | Bleyberg                                                |  |
| Abzweig geradeaus und nach links (Strecke außer Betrieb) |                             | nach Chênée (L 38)                                      | nach Chênée (L 38)                                      |  |
| |                             |                                                         |                                                         |  |
| Kreuzung geradeaus oben (Strecken außer Betrieb) |                             | Grubenbahn:Compagnie des Mines et Fonderies du Bleyberg | Grubenbahn:Compagnie des Mines et Fonderies du Bleyberg |  |
| |                             |                                                         |                                                         |  |
| Bahnhof (Strecke außer Betrieb) | 17,1                        | Gemmenich                                               | Gemmenich                                               |  |
| Abzweig ehemals geradeaus und von rechts |                             | nach Tongern ab 1917 (L 24)                             | nach Tongern ab 1917 (L 24)                             |  |
| Blockstelle | 18,0                        | Botzelaer Block 17                                      | Botzelaer Block 17                                      |  |
| Tunnelanfang | 18,5                        | Gemmenicher Tunnel (870 m)                              | Gemmenicher Tunnel (870 m)                              |  |
| Grenze (im Tunnel) | 18,75,1                     | Staatsgrenze Belgien/Deutschland                        | Staatsgrenze Belgien/Deutschland                        |  |
| Tunnelende | 4,5                         |                                                         |                                                         |  |
| |                             | Rampe (17 ‰)                                            |                                                         |  |
| |                             | von Aachen                                              |                                                         |  |
| |                             |                                                         |                                                         |  |
| Quellen: |                             |                                                         |                                                         |  |

Die Bahnstrecke Welkenraedt–Montzen ist heute eine 7,7 km lange belgische Verbindungsbahn von Welkenraedt und dem Rangierbahnhof Montzen-Gare. Bis 1952 führte der 18,7 km lange belgische Abschnitt der Strecke durch das Göhltal über Bleyberg nach Gemmenich, wo seit 1917 Anschluss an die Bahnstrecke Aachen–Tongern besteht. Die eingleisige Nebenbahn weist die Spurweite 1435 Millimeter (Normalspur) auf und ist elektrifiziert. Im Netz der Nationalen Gesellschaft der Belgischen Eisenbahnen ist sie die Linie (ligne / spoorlijn) 39.

## Geschichte

Bahnstrecke Moresnet–Neutral-Moresnet (L 39B), Vieille Montagne

Eine internationale Bahnstrecke von Welkenrath über Bleiberg nach Aachen  entstand gemäß dem königlichen Erlass vom 26. Juni 1869, der dem Direktor der Bleimine, Rémy Paquot, für 100 Jahre die Konzession erteilte, eine Zweigbahn von Welkenraedt nach Bleyberg zu bauen, um die Belieferung der benötigten Steinkohle aus dem Lütticher Becken und den Abtransport des Erzes, der bis dahin mit Pferdewagen erfolgte, zu gewährleisten. Nach etwa 18 Monaten Bauzeit konnte die Strecke am 7. Dezember 1870 eröffnet werden; am 12. März 1871 folgte die ebenfalls im Konzessionsvertrag vorgesehene Stichstrecke nach Neutral-Moresnet (L 39B). Erst am 29. Juli 1872 konnte die Strecke bis Gemmenich (Botzelaer) in Betrieb genommen werden, da der Bau eines Viadukts sowie des Gemmenicher Tunnels länger als veranschlagt dauerte. Auf deutscher Seite über eine Rampe bis zum Bahnhof Aachen Templerbend verlängert und durchquerte damit Neutral-Moresnet. Dort wurde Galmei abgebaut, das für die Zink- und Messingherstellung am Anfang des 19. Jahrhunderts notwendig war und aus diesem Gebiet nach ganz Europa exportiert wurde. So bekam die Grube einen Eisenbahnanschluss.

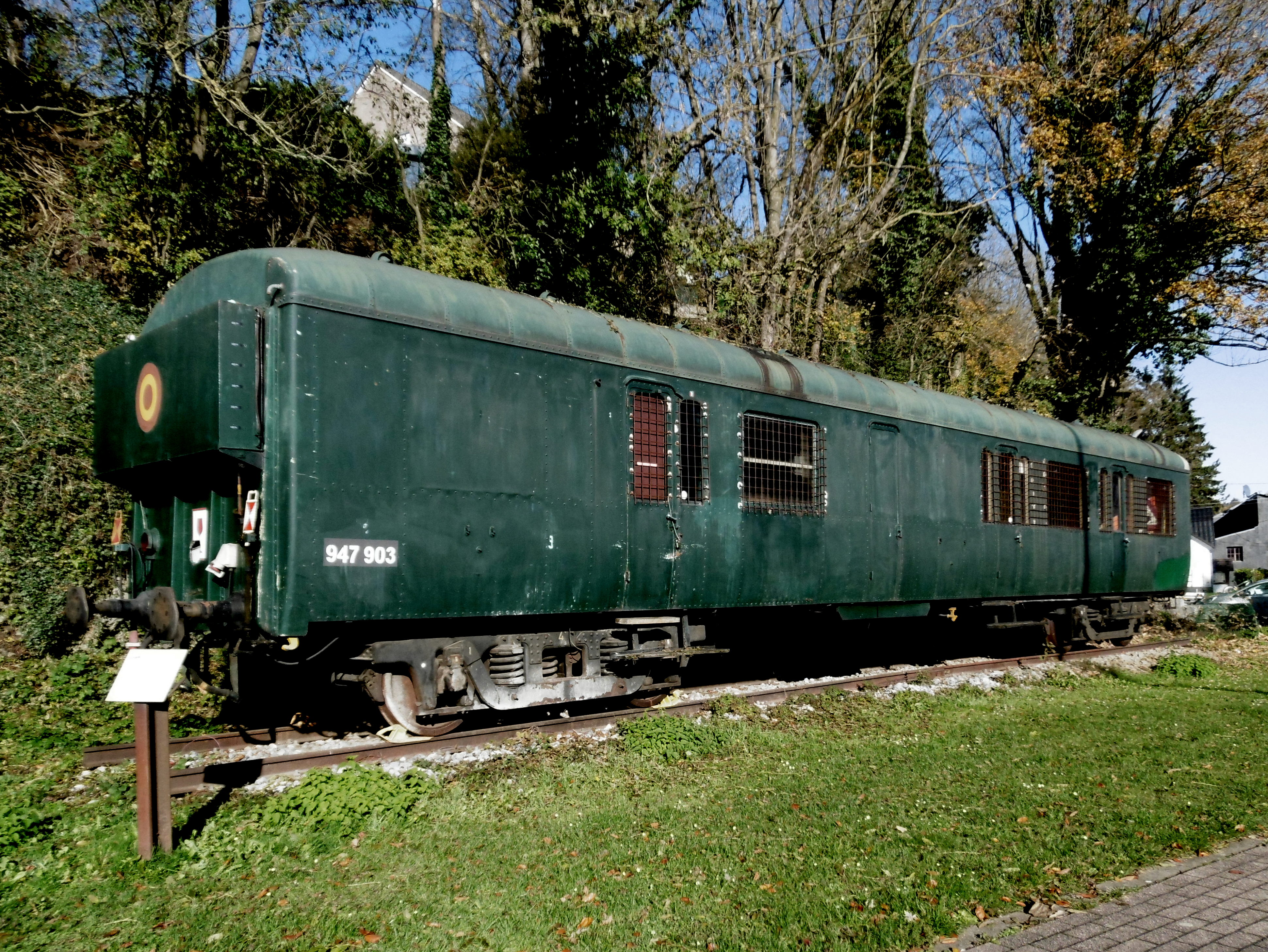
Waggon im Bruch Denkmalwaggon an der Stichstrecke L 39B in Kelmis

Der Haltepunkt Birken war vor 1917 der Personenbahnhof für Montzen. Im Jahr 1917 wurde das Verbindungsgleis (L 39/1) von Birken nach Montzen-Gare an der neuen Montzenroute in Betrieb genommen. Mit dem Bau der Montzenroute sowie das Ende der Förderung von Blei und Galmei wurde die Bahnstrecke obsolet. Am 18. Mai 1952 wurde der Abschnitt von Birken nach Gemmenich (Botzelaer) sowie die 2,9 km lange Stichstrecke Moresnet–Kelmis (L 39B) für den Personen- und Güterverkehr stillgelegt, die Gleiskörper zwischen 1956 und 1957 entfernt. Das Gleisbett ist immer noch gut zu verfolgen: ab Birken ist es jetzt ein Fußweg im Grünen. Die Lage des Bahnhofs Moresnet und die Abzweigung nach Kelmis sind noch deutlich erkennbar. Auch das weitläufige Gelände des Bergbauzentrums Bleiberg, hier gab es auch einen Grubenanschluss, und des Bahnhofs Bleyberg sind noch gut sichtbar. Das Bahnhofsgebäude Gemmenich existiert noch heute ist jedoch ein Wohnhaus.

## Heutige Nutzung

Bahnstrecken im Grenzland bei Aachen (2019)

Heute wird die Strecke hauptsächlich für den Güterverkehr genutzt und stellt seit der Stilllegung der Bahnstrecke Aachen Buschtunnel–Moresnet (L 24A) im Jahre 1969 die einzige Verbindung zwischen den Bahnstrecken Aachen Hauptbahnhof–Lüttich (L 37) und Aachen West–Tongern (L 24) her und wurde am 17. November 2005 elektrifiziert. Die belgischen Eisenbahnen ziehen in Betracht die Bahnstrecke Welkenraedt–Montzen und die Bahnstrecke Welkenraedt–Raeren sowie die Bahnstrecke Stolberg–Walheim als Güterumgehungsbahn des Knotens Aachen nach Köln zu nutzen. Die Pläne dazu sind über reine Absichtserklärungen bisher nicht hinausgekommen.
Aufgrund der Auswirkungen der Flutkatastrophe im Sommer 2021 musste der Abschnitt Chênée–Dolhain–Gileppe der Bahnstrecke Aachen–Lüttich vorübergehend außer Betrieb genommen werden. So wurden die Züge von Juli bis Oktober 2021 zwischen Lüttich–Guillemins und Welkenraedt über Visé sowie Montzen auf die Bahnstrecke Lüttich–Maastricht (L 40), Bahnstrecke Aachen–Tongern und Bahnstrecke Welkenraedt–Montzen umgeleitet.
Ein Teil der Strecken wird heute als RAVeL L38/L39 Rad- und Wanderweg vom Vaalserberg bis nach Lüttich genutzt.

## Galerie

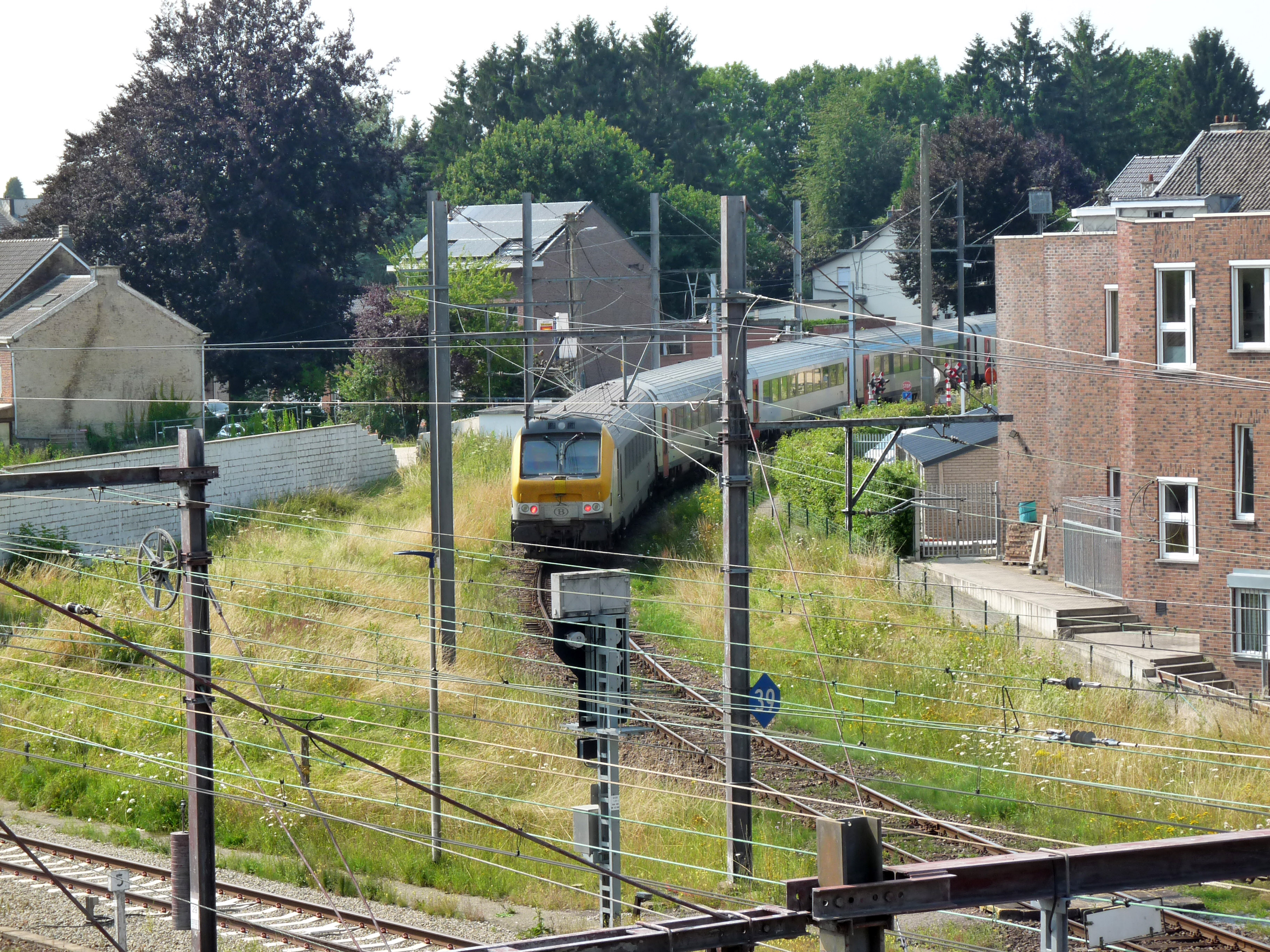
Umgeleiteter Zug in Welkenraedt (Juli 2021)
Rangierbahnhof Montzen-Gare (2018)
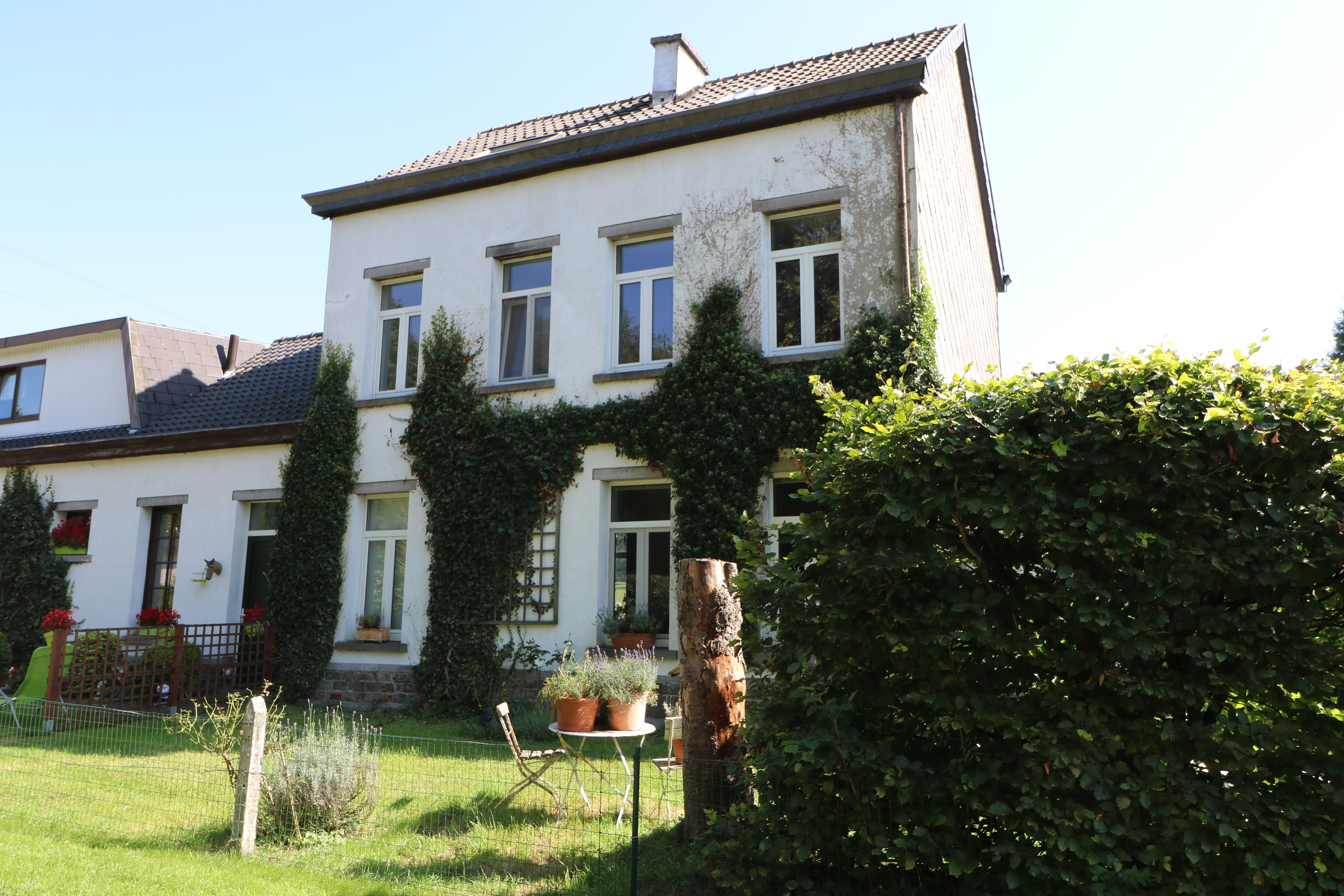
Ehemaliger Bahnhof Gemmenich (2017)
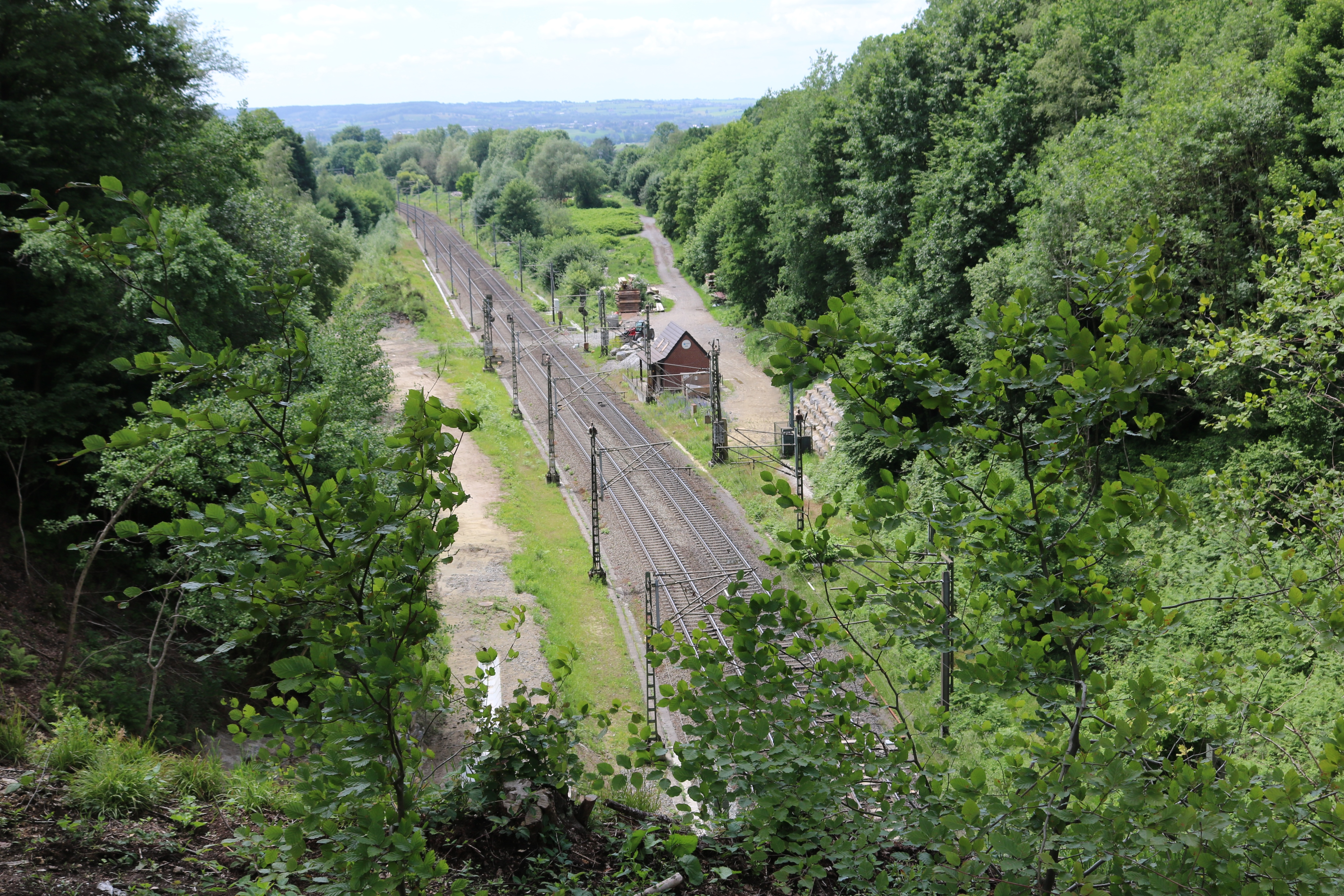
Ehemaliger Abzweig Botzelaer (2022)